# Djupsjön (Orsa socken, Dalarna)
Djupsjön är en sjö i Orsa kommun i Dalarna och ingår i Dalälvens huvudavrinningsområde.